# پژتسه
پژتسه (به لهستانی:  Perzyce) یک روستا در لهستان است که در گمینا زدونه (استان لهستان بزرگ‌تر) واقع شده‌است. پژتسه ۲۵۰ نفر جمعیت دارد.